# Vicomte
För det franska slottet, se Vaux-le-Vicomte.

Rangkrona för en fransk vicomte.

Vicomte eller vikomt (medeltidslatin vicecomes, vice greve) var ursprungligen under karolingisk tid en ämbetsman som var ställföreträdare för en comte (greve), senare en adelstitel med värdighet mellan comte och baron (greve respektive friherre). En vicomtes hustru kallas vicomtesse.
Tidigare var vicecomes benämningen på en kejserlig romersk ämbetsman, underställd en comes. Det fanns olika typer av vicecomes och comes, bland annat som civila styresmän i provinserna, där en vicecomes fungerade som comes närmaste man.

## Titelns motsvarighet i olika länder
Titeln finns även i andra länder; exempelvis är motsvarigheten på spanska vizconde, på italienska visconte, på portugisiska: visconde, på polska: wicehrabia (som betyder "vicegreve") samt på tjeckiska och slovakiska: vikomt. I Benelux motsvaras titeln vikomt av borggreve (nederländska: burggraaf, äldre flamländska: burg- eller burch-graeve). Det tyska vizegraf är dock inte en egentlig adelstitel, utan betecknar sonen till en graf.
Motsvarande titel i Storbritannien är viscount med rang mellan earl och baron. Där omtalas en viscount normalt som Lord X eller The Right Honourable The Lord X, medan hans hustru – eller i de fall där pärvärdigheten innehas av en kvinna – är Lady X eller The Right Honourable The Lady X där X är namnet på förläningen. Barnen till en viscount omtalas som The Honourable [Förnamn] [Efternamn].
Titeln har aldrig delats ut i Sverige eller Finland, varför det inte heller finns något särskilt svenskt ord för titeln.